# Революционная организация 17 ноября
Революционная организация 17 ноября (греч. Επαναστατική Οργάνωση 17 Νοέμβρη) — греческая леворадикальная группа, созданная во второй половине 70-х, использовавшая тактику городской герильи. Названа в честь последнего дня восстания в Афинском Политехническом университете. Руководитель — Александрос Гиотопулос.
«Революционная организация 17 ноября» осуществила 103 террористических акта в Европе, Великобритании и США. В результате этих акций погибли 23 человека — политики, бизнесмены, военные, полицейские, журналисты.
Прекратила своё существование в июне 2002 года, после того как греческая полиция при неудачной попытке теракта арестовала Савваса Ксироса — брата Христодулоса Ксироса. Арест Савваса повлёк за собой задержания остальных членов группы и её фактическое уничтожение. Большинство членов организации получили пожизненные тюремные сроки.
В начале января 2014 года Христодулос Ксирос нарушил правила пребывания в рождественском отпуске и не вернулся в тюрьму. Он был осуждён на 6 пожизненных сроков, двое его братьев продолжают оставаться в заключении.
21 января Христодулос Ксирос объявил путём видеообращения о возрождении организации «17 ноября». Он критикует греческие власти за политику во время экономического кризиса, СМИ — за освещение этих событий, и Германию, считающуюся инициатором мер жёсткой экономии, принятых греческим правительством ради получения финансовой помощи. По словам Ксироса, Греция и другие страны Европы превратились в немецкие колонии.